# アリ・ソルギルスソン
アリ・フロージ・ソルギルスソン（アイスランド語:Ari fróði Þorgilsson 原語の発音；アリ・フロージ・ソルギルッソン、1067年 - 1148年）は、アイスランド出身の歴史学者、司教。
主著は1120年代に著されたとされる初期のアイスランドの歴史を伝える史実に基づく作品『アイスランド人の書』である。また、アリは北欧でラテン語に限らず自国語のアイスランド語で作品を著したことから北欧史家の始祖と称された。その後はアイスランドの詩人、歴史家、政治家であるスノッリ・ストゥルルソンに引用される。
若い頃、神学と北欧史を修めて聖職者としての教育を受け、「賢者」または「学者」とあだ名された。しかし、それ以外のアリの生涯の記録は不明である。